# Ciljano ubijanje
Ciljano ubijanje ili selektivni atentat je izraz kojim se opisuje atentat, odnosno aktivnost vojnih, policijskih, sigurnosnih postrojba ili državne organizacijakoje za cilj imaju uklanjanje odnosno fizičku likvidaciju određene osobe. Ciljano ubijanje valja razlikovati od pogubljenja osobe koja se nalazi u pritvoru, odnosno koje je sankcionirano sudskom presudom; kao i od ubijanja do koga dolazi kod redovnog obavljanja vojnih i policijskih aktivnosti (ubijanje osobe koja prijeti životom talaca ili pruža otpor prilikom zarobljavanja/hapšenja). Osobe koje se ciljano ubija su u pravilu vođe ili istaknuti članovi organizacija koje vlasti države koja poduzima takvu akciju smatra terorističkim ili subverzivnim, odnosno toliko opasnim da se po načelu samoobrane protiv smiju koristiti i "esktremne" mjere.